# Cornufer macrops
Espèce
Synonymes
- Platymantis macrops (Brown, 1965)

Statut de conservation UICN

 DD  : Données insuffisantes
Cornufer macrops est une espèce d'amphibiens de la famille des Ceratobatrachidae.

## Répartition
Cette espèce est endémique du Nord de l'île Bougainville en Papouasie-Nouvelle-Guinée dans l'archipel des îles Salomon. Elle se rencontre vers Aresi de 700 à 1 000 m d'altitude.

## Description
Les mâles mesurent de 23,2 à 25,9 mm et les femelles de 26,0 à 28,5 mm.

## Publication originale
- Brown, 1965 : New frogs of the genus Cornufer (Ranidae) from the Solomon Islands. Breviora, no 218, p. 1-16 (texte intégral).